# آسکالافوس (پسر آرس)
آسکالافوس (انگلیسی: Ascalaphus) در اسطوره‌شناسی یونانی، پسر  آرس و شاهزاده خانم مینیایی، آستیوچه،  دختر شاه آکتور از اورکومنوس بود. اسکالافوس نیز پادشاه مینیاها و برادر دوقلوی ایالمنوس بود. این برادران از جمله آرگونوت‌ها و خواستگاران هلن   به شمار می‌رفتند و گروه اورکومنیان را در جنگ تروآ رهبری می‌کردند، جایی که دیفوبوس نیزه‌ای را پرتاب کرد و او را کشت.